# Fanny Heldy
Fanny Heldy was de artiestennaam van de Belgische lyrische sopraan Marguerite Virginie Emma Clémentine Deceuninck (Aat, 29 februari 1888 – Neuilly-sur-Seine, 13 december 1973). Heldy was tussen de twee wereldoorlogen "een van de beroemdste 
[opera]zangeressen".

## Levensloop
Fanny Heldy ging in 1908 studeren aan het koninklijk conservatorium van Luik, waar ze in 1910 de eerste prijs in zang behaalde. In datzelfde jaar maakte ze haar debuut in de Koninklijke Muntschouwburg van Brussel (als plaatsvervangende zangeres) in Ivan le Terrible, de opera van Raoul Gunsbourg die daar in wereldpremière ging. Haar eerste grote rol kreeg ze er in december van datzelfde jaar in Quo Vadis van Jean Nouguès.
Ze bleef tot het seizoen 1913-14 verbonden aan de Muntschouwburg. Ze zong  er onder meer Le Chant de la Cloche van Vincent d'Indy en Roma van Jules Massenet.
In de Eerste Wereldoorlog ontvluchtte ze België, eerst naar Engeland en daarna naar Frankrijk, waar ze haar latere echtgenoot ontmoette, de textielmagnaat en renpaardenfokker Marcel Boussac. Na de oorlog wou Fanny zelf als jockey aan paardenrennen deelnemen, maar de Franse "Société d'Encouragement" wilde geen vrouwelijke jockeys toelaten.
In Frankrijk zong ze eerst in de Opéra de Monte-Carlo. Ze maakte haar Parijse debuut op 12 februari 1917 aan de Opéra-Comique in La Traviata. Vanaf 1920 tot 1939 zong ze aan de Opéra Garnier. In 1921 zong ze er de rol van Alba in de première van Antar, de opera van de in 1914 overleden Gabriel Dupont. Het Parijse theater- en muziekblad La Scène plaatste haar naar aanleiding daarvan op de voorpagina.
In 1923 zong ze Manon in de eerste integrale plaatopname van deze opera van Jules Massenet, onder leiding van Henri Büsser, voor het label Pathé. Deze opname is tweemaal op CD heruitgebracht (het origineel omvatte 24 78-toeren-platen).
In 1928 zong ze Naïk in de première van La Tour de Feu van Sylvio Lazzari in de Parijse opera. De Nederlandse correspondent van De Telegraaf vond haar "in één woord voortreffelijk".
Haar laatste creatie was l'Aiglon van Jacques Ibert en Arthur Honegger naar het toneelstuk van Edmond Rostand in 1937. Ze beëindigde haar carrière in 1938, en het jaar daarna huwde ze met de steenrijke Marcel Boussac.
Ze is begraven op het kerkhof van Père Lachaise.

## Discografie
Op CD:
- Aria's uit L'Heure espagnole, Le Marchand de Venise, Manon, Faust, Thaïs, Louise, La Traviata, La Bohème, Malibran-Music 163 (2001)
- "The First Recording of Jules Massenet: Manon", Aura Music LRC 1901 (2003)
- "Massenet Manon – The First Complete Recording 1923 Pathé", Marston 52003 (1997)

- Biblioteca Nacional de España: XX4840136
- Bibliothèque nationale de France: cb138951051 (data)
- Gemeinsame Normdatei: 129343080
- International Standard Name Identifier: 0000 0000 5513 5472
- Library of Congress Control Number: n84163071
- MusicBrainz: 9921e8d0-6e11-48d6-8140-0f1c5ba293c1
- Nationale Bibliotheek van Polen: a0000003241027
- Istituto Centrale per il Catalogo Unico: INTV008494
- Système universitaire de documentation: 080785999
- Virtual International Authority File: 19865580
- WorldCat: E39PBJppBrbdQ9DVmPM7rPFR8C